# Dinophasma braggi
Dinophasma braggi är en insektsart som först beskrevs av Oliver Zompro 2004.  Dinophasma braggi ingår i släktet Dinophasma och familjen Aschiphasmatidae. Inga underarter finns listade i Catalogue of Life.